# 17963 Фондерхейдт
17963 Фондерхейдт (17963 Vonderheydt) — астероїд головного поясу, відкритий 10 травня 1999 року.
Тіссеранів параметр щодо Юпітера — 3,558.